# Maksim Aravin
Maksim Aleksandrovič Aravin (in russo Максим Александрович Аравин?; traslitterazione anglosassone Maxim Aleksandrovich Aravin; Krasnojarsk, 10 luglio 1994) è uno slittinista russo.

## Biografia
Ha iniziato a gareggiare a gareggiare per la nazionale russa nella specialità del singolo nelle varie categorie giovanili senza però cogliere risultati di particolare rilievo.

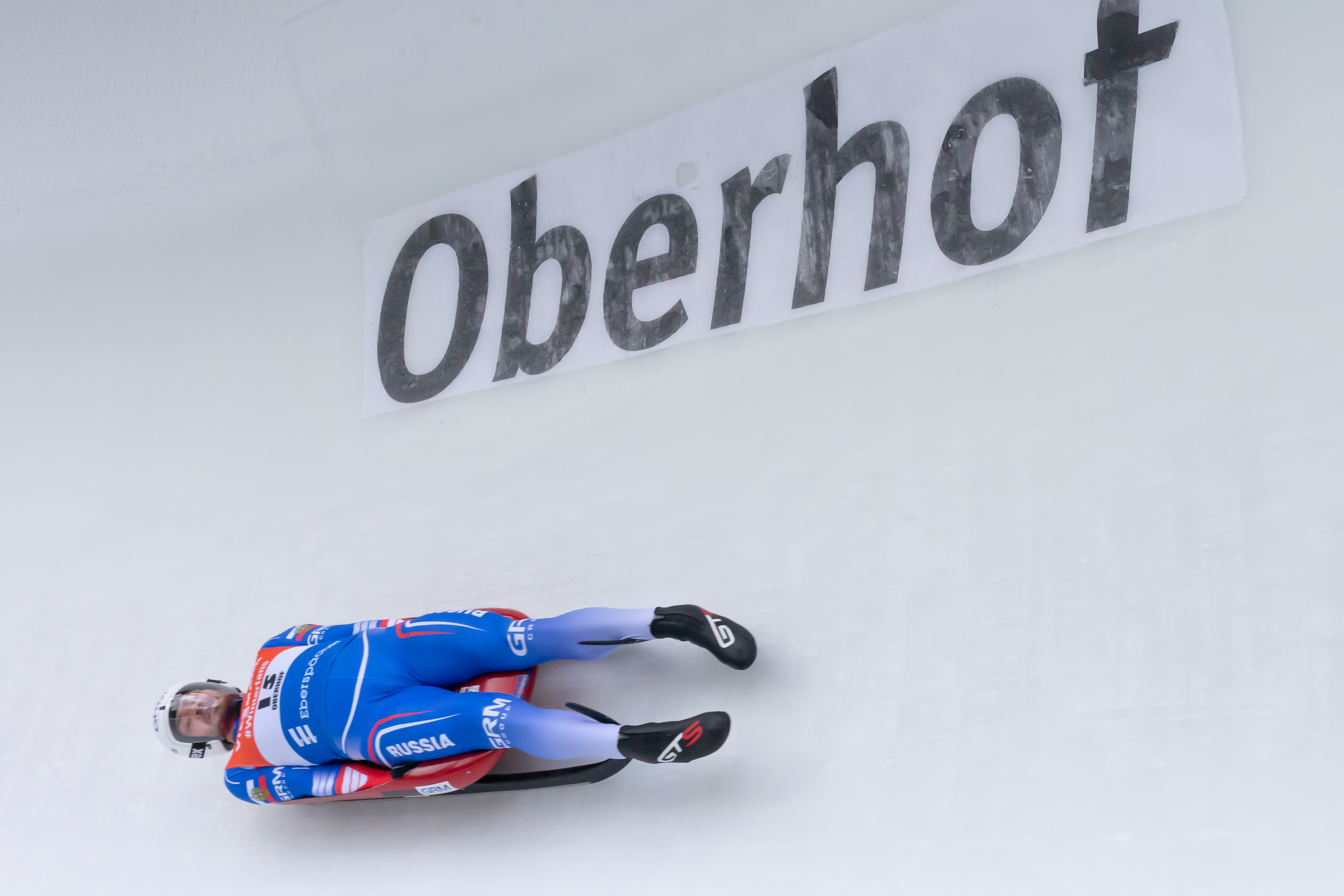
Aravin in gara a Oberhof nel 2019

A livello assoluto ha esordito in Coppa del Mondo nella stagione 2014/15, il 30 novembre 2014 a Innsbruck dove giunse dodicesimo; ha conquistato il primo podio il 24 febbraio 2019 giungendo terzo nel singolo sprint a Soči. In classifica generale come miglior risultato si è piazzato all'undicesimo posto nella specialità individuale nel 2018/19.
Ha altresì preso parte a due edizioni dei campionati mondiali. Nel dettaglio i suoi risultati nelle prove iridate sono stati, nel singolo: ventiquattresimo a Schönau am Königssee 2016 e undicesimo a Soči 2020; nel singolo sprint: sesto a Soči 2020.
Nelle rassegne continentali non è andato oltre l'ottava posizione raggiunta a Soči 2015.

## Palmarès

### Coppa del Mondo
- Miglior piazzamento in classifica generale nel singolo: 11º nel 2018/19.
- 1 podio (nel singolo sprint):
  - 1 terzo posto.